# The Landscape is Changing
The Landscape is Changing este o piesă a formației britanice Depeche Mode. Piesa a apărut pe albumul Construction Time Again, în 1983.